# パット・ライト (投手)
パット・ジェームズ・ライト（Patrick James Light, 1991年3月29日 - ）は、アメリカ合衆国・ニュージャージー州モンマス郡コルツ・ネック・タウンシップ出身のプロ野球選手（投手）。右投右打。MLB・シアトル・マリナーズ傘下所属。

## 経歴

### プロ入り前
2009年のMLBドラフト28巡目（全体852位）でミネソタ・ツインズから指名されたが、モンマス大学へ進学。

### プロ入りとレッドソックス時代
2012年のMLBドラフト1巡目追補（全体37位）でボストン・レッドソックスから指名され、6月13日に契約。契約後、傘下のA-級ローウェル・スピナーズでプロデビュー。12試合に先発登板して0勝2敗・防御率2.37・30奪三振の成績を残した。
2013年はA級グリーンビル・ドライブで10試合（先発9試合）に登板して1勝4敗・防御率8.89・28奪三振の成績を残した。
2014年はA級グリーンビルで3試合に登板後、4月24日にA+級セイラム・レッドソックスへ昇格。A+級セイラムでは22試合に先発登板して6勝6敗・防御率4.93・57奪三振の成績を残した。
2015年からリリーフに転向。AA級ポートランド・シードッグスで21試合に登板後、6月9日にAAA級ポータケット・レッドソックスへ昇格した。AAA級ポータケットでは26試合に登板して2勝4敗2セーブ・防御率5.18・35奪三振の成績を残した。オフの11月20日にレッドソックスとメジャー契約を結び、40人枠入りした。
2016年3月2日にレッドソックスと1年契約に合意。3月15日にAAA級ポータケットへ異動し、そのまま開幕を迎えた。AAA級ポータケットで5試合に登板後、4月24日にメジャーへ昇格。4月26日のアトランタ・ブレーブス戦でメジャーデビュー。9点リードの9回裏から登板したが、1回を投げ2安打2失点1四球と不甲斐ない投球に終わり、その後は登板機会のないまま、4月30日にAAA級ポータケットへ降格した。降格後AAA級ポータケットでは15試合の登板で5セーブ・防御率1.37と好投し、6月28日にメジャーへ再昇格。背番号を「43」へ変更した。7月2日のロサンゼルス・エンゼルス戦では、12点ビハインドの6回1死から登板したが、1.2回を2本塁打含む5安打6失点（自責点5）と打ち込まれ、7月3日にAAA級ポータケットへ降格した。

### ツインズ時代
2016年8月1日にフェルナンド・エイバッドとのトレードで、ミネソタ・ツインズへ移籍した。ツインズでは15試合に登板したが、防御率9.00・WHIP2.14と引き続き打ち込まれた。シーズントータルでは、17試合にリリーフ登板して防御率11.34・1敗という成績だった。
2017年2月6日にエイーレ・アドリアンサの獲得に伴ってDFAとなった。

### パイレーツ傘下時代
2017年2月9日に後日発表選手とのトレードで、ピッツバーグ・パイレーツへ移籍した。パイレーツではマイナー・オプションでAAA級インディアナポリス・インディアンズに配属され、メジャー昇格がないまま6月10日にDFAとなった。

### マリナーズ傘下時代
2017年6月17日にウェイバー公示を経てシアトル・マリナーズへ移籍し、傘下のAAA級タコマ・レイニアーズへ配属された。6月28日に40人枠外となった。

## 投球スタイル
平均95mphのフォーシームにスライダー、カットボール、カーブの変化球を持つ。

## 詳細情報

### 年度別投手成績
| 年 度    | 球 団    | 登 板 | 先 発 | 完 投 | 完 封 | 無 四 球 | 勝 利 | 敗 戦 | セ 丨 ブ | ホ 丨 ル ド | 勝 率 | 打 者 | 投 球 回 | 被 安 打 | 被 本 塁 打 | 与 四 球 | 敬 遠 | 与 死 球 | 奪 三 振 | 暴 投 | ボ 丨 ク | 失 点 | 自 責 点 | 防 御 率 | W H I P |
| -------- | -------- | ----- | ----- | ----- | ----- | -------- | ----- | ----- | -------- | ----------- | ----- | ----- | -------- | -------- | ----------- | -------- | ----- | -------- | -------- | ----- | -------- | ----- | -------- | -------- | ------- |
| 2016     | BOS      | 2     | 0     | 0     | 0     | 0        | 0     | 0     | 0        | 0           | ----  | 18    | 2.2      | 7        | 0           | 2        | 1     | 0        | 1        | 0     | 0        | 8     | 7        | 23.63    | 3.00    |
| 2016     | MIN      | 15    | 0     | 0     | 0     | 0        | 0     | 1     | 0        | 0           | .000  | 73    | 14.0     | 15       | 2           | 15       | 2     | 0        | 14       | 5     | 0        | 14    | 14       | 9.00     | 2.14    |
| '16計    | MIN      | 17    | 0     | 0     | 0     | 0        | 0     | 1     | 0        | 0           | .000  | 91    | 16.2     | 22       | 4           | 16       | 2     | 1        | 16       | 5     | 0        | 22    | 21       | 11.34    | 2.28    |
| MLB：1年 | MLB：1年 | 17    | 0     | 0     | 0     | 0        | 0     | 1     | 0        | 0           | .000  | 91    | 16.2     | 22       | 4           | 16       | 2     | 1        | 16       | 5     | 0        | 22    | 21       | 11.34    | 2.28    |

- 2016年度シーズン終了時

### 背番号
- 65（2016年 - 同年途中）
- 43（2016年途中 - 同年途中）
- 53（2016年途中 - 同年終了）